# Vadvédelem
A vadgazdálkodás célkitűzései és módszerei a vadállomány pillanatnyi helyzetétől függően alakulnak. A manipulatív vadgazdálkodás keretében ezeket a célokat az állomány dinamikájának céltudatos alakításával érhetik el. A vadgazda az állományt és/vagy az állomány élőhelyét befolyásolhatja. Abban az esetben, amikor egy állomány létszáma kicsi és esetleg csökken is (ami miatt veszélyeztetetté válhat), a vadgazdálkodási beavatkozások célja az állomány megőrzése és növelése. Ilyenkor vadvédelemről vagy állománynövelő gazdálkodásról beszélnek. A vadvédelem eszközei lehetnek:
- élőhelyvédelem, élőhelyjavítás, a táplálékok kiegészítése (vadföldgazdálkodás, vadtakarmányozás, mesterséges etetés), búvóhelyek és szaporodó helyek létesítése (pl. fészekodúk kihelyezése);
- az állomány egyedeinek kiegészítése pl. mesterségesen nevelt egyedek kibocsátása (repatriáció), vadból fogott egyedek áthelyezése (transzlokáció).